# 始建国
始建国（しけんこく）は、新の王莽の治世に建てられた最初の元号。9年 - 13年。
前年の漢の初始元年12月を正月として始められた。漢字3文字の元号の初出。

## 出来事
- 元年：漢の孺子嬰を定安公に封じる。周の井田制に倣い全国の土地を「王田」とし、民間奴隷を「私属」と称して共に売買を禁止。貨幣について、契刀・錯刀・五銖銭は漢の劉氏と関わる（劉＝卯金刀）として廃止、大泉五十と小泉直一のみ発行。
- 2年：銅貨(6)，金貨(1)，銀貨(2)，亀貨(4)，貝貨(5)，布貨(10)の6系統28種類の貨幣制度を施行。
- 3年：匈奴が北方に侵入。

## 西暦との対照表
| 始建国 | 元年 | 2年  | 3年  | 4年  | 5年  |
| 西暦   | 9年  | 10年 | 11年 | 12年 | 13年 |
| 干支   | 己巳 | 庚午 | 辛未 | 壬申 | 癸酉 |

| 前の元号 初始（前漢） | 中国の元号 新 | 次の元号 天鳳 |